# Claudio Baglioni Live Story 2015
Claudio Baglioni Live Story è una collezione di DVD uscita nel 2015, formata da 15 uscite con le più importanti tournée di Claudio Baglioni.
I concerti presenti nella collezione sono migliorati di qualità sonora e visiva attraverso il trasferimento dai nastri originali in digitale, e tutti i dvd hanno una risoluzione superiore all'HD. 
Alcuni tour sono completamente inediti e mai pubblicati (come il Tour giallo elettrico o il Tour Blu) altri invece erano stati venduti in VHS al tempo (come per Oltre una bellissima notte) e ancora, tour registrati e mandati in tv, senza mai essere pubblicati in VHS (come Notti di note e Incanto).
In ogni confezione dei concerti, oltre al dvd, sono presenti 24 pagine di foto inedite dei tour, foto dei cartelloni pubblicitari e biglietti, e infine per ogni tour il poster originale.

## Dvd
I dvd usciti con la collezione non sono in ordine cronologico.
1. Da me a te - 1998
2. Tour Rosso - 1996
3. Tour Blu - 2000
4. Incanto - 2001
5. Oltre una bellissima notte - 1991
6. Tutto in un abbraccio - 2003
7. Tour giallo elettrico - 1996
8. Crescendo - 2004
9. Notte di note - 1985
10. Cercando - 2004
11. One world Tour (Per il mondo Tour) - 2010
12. Sogno di una notte di note (Acustico) - 2000
13. Tutti qui - 2005
14. Alé-Oó - 1982
15. Con tutto l’amore che posso - 1977